# Матани
Матани (груз. მატანი) — село в Ахметском муниципалитете, Кахетия, Грузия.

## География
Расположено к северу от районного центра города Ахмета.
Ближайшие сёла: на севере — Кварелцкали, на западе — Шахветила, на востоке — Хорбало и Корети.
В Матани родился Какуца Чолокашвили.